# Алберт Тейлор (веслувальник)
Алберт Тейлор (англ. Albert Taylor, 20 травня 1911 — 9 вересня 1988) — канадський академічний веслувальник.
Бронзовий призер Олімпійських Ігор 1932 року в складі вісімки.
Бронзовий призер Ігор Співдружності 1930 року в складі вісімки.